# فولكسفلوجتزويج
طائرة فولكسفلوجتزويج (طائرة الشعب) بمثابة مخطط الرايخ الثالث الضخم لإنتاج طائرة صغيرة وبسيطة في الثلاثينيات. كانت واحدة من محاولات النظام النازي لاستخدام تقنيات الإستهلاك كأداة للدعاية. كسيارة فولكس فاغن التي كانت محاولة النازية لتظهر هذا العمل لمصلحة المواطن الألماني العادي،  وكذلك مذياع الشعب المعروف بصورة أقل، وثلاجة Volkskühlschrank وقناع الغاز Volksgasmaske.
ظهرت خطة فولكس فليوجزيوغ الكبرى في أوقات مختلفة وفي أماكن مختلفة في ألمانيا أثناء الحكم النازي. ومع ذلك، نظرًا لأنه كان يتمتع بدعم رسمي فاتر فقط، فقد ظل غير محدد المعالم وغامضًا. أخيرًا جائت الحرب العالمية الثانية لتغير الأولويات بشكل مفاجئ لمعظم المشاريع المرتبطة بالخطة.

## التاريخ

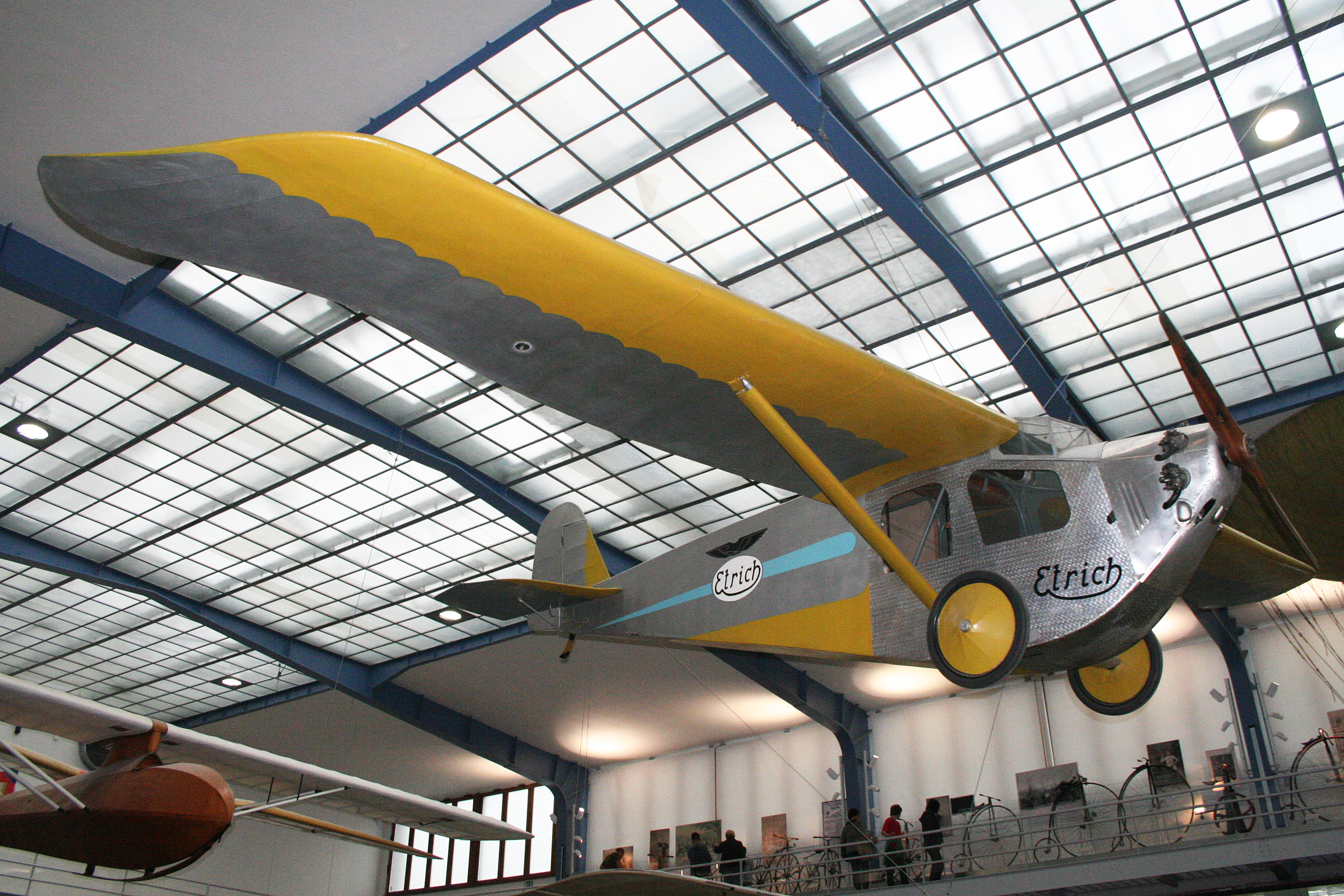
The Etrich Sport-Taube في المتحف الفني الوطني (براغ).

### المحاولات المبكرة
فكرة «طائرة الشعب» سبقت النظام النازي. وكان المصدر الرئيسي للإلهام هنري فورد بسيارة فورد موديل تي. بعد الإنتاج الصناعي لسيارة رخيصة كان المواطن العادي يستطيع تحملها، كان هناك خطوة واحدة في عقول البعض نحو بناء طائرة على نفس النمط. تم طرح فكرة «طائرة الشعب» إلى هنري فورد من قبل ويليام بوشنيل ستوت وأصبح فورد على الفور متحمسًا لها. كانت سيارة فورد فليفر هي الطائرة الناتجة، وهو مشروع انتهى به الأمر إلى أن يصبح غير ناجح كما هو متوقع.
في ألمانيا نفسها، تم تصميم بعض المشاريع في النصف الثاني من العشرينات لتكون طائرات فولكس فليوجزيوغ في وقت مبكر.

## التنمية والمفهوم
كانت الرؤية وراء مشروع فولكس فليوجزيوغ هي تصنيع طائرة صغيرة بكميات كبيرة ستكون في متناول مواطن الرايخ الثالث العادي.
تم تطوير بعض تصميمات طائرة فولكس فليوجزيوغ لتصبح طائرة مأهولة صغيرة، ولكن ليس كجزء من المخطط النازي الأوسع، مثل مسرشميت أم 33، وهي طائرة صغيرة جدًا تم إنتاجها باسلوب«إصنعها بنفسك». كانت فكرة ويلي مسرشميت هي إنتاج طائرة رخيصة للغاية بحيث تكون في متناول أي شخص لديه راتب متوسط. تم تصميم مسرشميت أم 33 قبل الاستيلاء النازي على ألمانيا، ولم تتجاوز مرحلة الفكرة. 
قام المهندس وولف هيرث بمتابعة فكرة إنشاء فولكس فليوجزيوغ عندما بنى أخيرًا براءة اختراع Hirth Hi-20 MoSe (Motorsegler) وحاز على براءة اختراع في عام 1937.